# Tony Hurel
Tony Hurel (Lisieux, 1 november 1987) is een Frans wielrenner die anno 2021 rijdt voor Saint Michel-Auber 93. 

## Belangrijkste overwinningen
2009
8e etappe deel B Ronde van Martinique
Trophée des Champions
2012
Polynormande
2017
2e etappe La Tropicale Amissa Bongo
2018
3e etappe Ronde van Loir-et-Cher
3e etappe Ronde van Bretagne

## Resultaten in voornaamste wedstrijden
| Jaar | Ronde van Italië | Ronde van Frankrijk | Ronde van Spanje |
| ---- | ---------------- | ------------------- | ---------------- |
| 2012 |                  |                     |                  |
| 2013 |                  |                     |                  |
| 2014 | 134e             |                     |                  |
| 2015 |                  |                     | 145e             |
| 2016 |                  |                     | opgave           |
| 2017 |                  |                     |                  |
| 2018 |                  |                     |                  |
| 2019 |                  |                     |                  |
| 2020 |                  |                     |                  |
| 2021 |                  |                     |                  |

| Jaar | Milaan-San Remo | Ronde van Vlaanderen | Parijs-Roubaix | Amstel Gold Race | Gent-Wevelgem | Parijs-Tours |  | Wereldranglijsten |
| ---- | --------------- | -------------------- | -------------- | ---------------- | ------------- | ------------ |  | ----------------- |
| 2012 |                 |                      |                |                  |               | 117e         |  |                   |
| 2013 |                 |                      |                | opgave           |               | opgave       |  |                   |
| 2014 | opgave          | opgave               |                |                  |               |              |  | 173e (UWT)        |
| 2015 |                 | 110e                 |                |                  | opgave        |              |  |                   |
| 2016 |                 |                      |                | opgave           | opgave        |              |  |                   |
| 2017 |                 |                      | opgave         | opgave           |               |              |  |                   |
| 2018 |                 |                      |                |                  |               |              |  |                   |
| 2019 |                 |                      |                |                  |               | opgave       |  |                   |
| 2020 |                 |                      |                |                  |               | 100e         |  |                   |
| 2021 |                 |                      |                |                  |               | 105e         |  |                   |

## Ploegen
- 2009 –  BBox Bouygues Telecom (stagiair vanaf 1-8)
- 2010 –  BBox Bouygues Telecom (stagiair vanaf 1-8)
- 2011 –  Team Europcar
- 2012 –  Team Europcar
- 2013 –  Team Europcar
- 2014 –  Team Europcar
- 2015 –  Team Europcar
- 2016 –  Direct Énergie
- 2017 –  Direct Énergie
- 2019 –  Saint Michel-Auber 93
- 2020 –  Saint Michel-Auber 93
- 2021 –  Saint Michel-Auber 93